# グラディウス (ゲーム)
『グラディウス』（Gradius、日本国外名Nemesis）は、日本のコナミから発売され1985年5月に稼働開始したアーケード用横スクロールシューティングゲーム。
稼働当初の正式タイトル名は『超次空ファイター グラディウス』。シリーズ化され、同社の『グラディウスシリーズ』第1作となった。全7ステージの無限ループ制。ゲームデザインは町口浩康。キャッチコピーは「1.9.8.5. 宇宙ガ、マルゴト、ヤッテクル」。
数多くのシリーズ作品（続編）がリリースされている。

## 概要
惑星グラディウスを救うために、超時空戦闘機ビックバイパーを操り亜時空星団バクテリアンと戦う。同コナミが1981年に製作・販売していたアーケードゲーム『スクランブル』をベースに製作されており、開発当初は『スクランブル2』という企画だった。
ステージ毎の仕掛けと敵の多彩な攻撃を多種多様なパワーアップを使いこなして切り抜けるゲームデザインである。
東野美紀による音楽は、サウンドトラックやアレンジバージョン、「GRADIUS IN CLASSIC」（I,II）といったクラシックアレンジも数多く発売された。

## ゲーム内容
8方向レバーと3ボタン（パワーアップ・対空ショット・対地ミサイル。プラットフォームによっては対空ショットと対地ミサイルを1ボタンで併用）で自機「ビックバイパー (VIC VIPER)」 を操作。全7ステージの変化に富む世界を舞台にバクテリアン軍と戦う。
パワーアップボタン
赤いパワーカプセル取得後、パワーメーターが光っている箇所のパワーアップを装備する。
ショットボタン
通常は2連射可能なノーマルショットを前方に発射。パワーアップすることでダブル、またはレーザーを発射する。
ミサイルボタン
パワーアップの「MISSILE」装備後に、ミサイルを発射。

### パワーアップの種類と内容
パワーアップの種類とゲージの順番は以下の通り。ただし、プラットフォームにより差異がある。記載内容はアーケード版に準拠。
| 順番       | 1        | 2       | 3      | 4     | 5      | 6 |
| ---------- | -------- | ------- | ------ | ----- | ------ | - |
| ゲージ表記 | SPEED UP | MISSILE | DOUBLE | LASER | OPTION | ? |

1. スピードアップ (SPEED UP)
自機の移動速度が上がる。最高で5段階まで重複装備が可能で、装備の回数を増やすごとに自機の移動速度も上がっていく。ミス以外に移動速度を下げる方法はない。
2. ミサイル (MISSILE)
自機およびオプションから一度に各1発ずつ、前方斜め下にミサイルを発射できるようになる。落下後、地表に到達するとそのまま地表に沿って前進して行く（登坂はできない）。高い耐久力を持つ敵機が発進するハッチを一発で破壊できる。地上の敵を攻撃する他、落下中に空中の敵に命中させることも可能。発射された全てのミサイルが画面から消滅しない限り再発射できない。
3. ダブル (DOUBLE)
メインショットが前方と前方斜め上に同時にノーマルショットを撃つダブル砲になる。上方の敵を攻撃するのに便利だが通常は2連射可能なショットが前方と上方に1発ずつしか撃てなくなる上、発射した弾が両方共消滅しないと再発射できないので攻撃力は低く複数のオプションなしでは使いづらい。レーザーとの併用は不可で、ダブル装備中にレーザーを装備するとダブルの効力は失われる。
4. レーザー (LASER)
メインショットが前方に貫通力のあるレーザーになる。見た目は一本の線だが、上下に幅広い攻撃判定を持つため、見た目よりも広い範囲に攻撃することができる。レーザーは自機のY座標に合わせてY座標が移動するため、レーザー発射後に自機の高さを移動させることで位置合わせをし、物陰に隠れた敵を攻撃することもできる。これを「レーザーワインダー」と呼ぶ。レーザーワインダーは、遮蔽板などで攻撃を防がれる可能性のある敵にレーザーの一部位を上下方向から強制的に当てることができるという特徴を持つ。ショットボタンを押しっ放しにすることで長いレーザーが発射できる。ダブルとの併用は不可で、レーザー装備中にダブルを装備するとレーザーの効力は失われる。ボタンを押しっぱなしで使うのが基本であり、連打するとほとんど破壊力のない細切れの線が飛んでいく状態となっていた。
5. オプション (OPTION)
自機と同じ武装を持ち、自機を追うように動く無敵の発光体（詳細はグラディウスシリーズの当該項目を参照）。1回のパワーアップで1つのオプションが装備される。最高で4つまで装備可能。海外版ではマルチプル (MULTIPLE) と名称変更されている。スピードアップをするごとにオプションごとの間隔が広がる。
6. バリア (?)
装備をすると前方から2つのシールドが飛来し、自機前方に配備される。ビックバイパーとは別キャラクターの扱いになっており、装備前であってもバリア自身に判定のあるキャラクターに衝突すると小さくなり、一定ダメージを受けることで消失する。前方にあることで敵弾やザコ敵の体当たりを一定回数防ぐ効果があるが、地形に対する衝突や耐久力のある敵にたいして急激に消耗し、バリアが別キャラクターとして盾になる構造のため、実際に前方に配備されるまでは無防備な時間が発生する。耐久力を失い消滅するまでは再装備ができないため、地形などを利用しわざと消失させ耐久力のある状態のバリアと交換することもテクニックのひとつである。移植作ではキャラクター表示の制限上、別キャラクターではなく本体の装備として全体、もしくは前方に対して耐久力を付与するパワーアップとする実装もある。『グラディウスII』以降の「シールド」と同じであり、移植作では名前が「シールド」となっていることもある。

### 復活パターン
各ステージはいくつかに区切られており、ミスした場合はすべての装備を失い区切り地点（復活地点）からやり直すことになる（いわゆる戻り復活）。パワーアップを十分に行っていることを前提としてゲームバランスを取っているため、ミスをした場所によってはパワーアップの立て直しは難しく、2周目以降になるとさらに顕著となる。しかしプレイヤーの中には立て直しを図るべく復活パターンと呼ばれる緻密な攻略を体系化した者たちもいた。こうした復活パターンは、アーケードゲーム専門誌（『ゲーメスト』など）の創刊により攻略記事が人気の記事として掲載されるようになった。
復活パターンが確立されるにつれ、不可能かと思われていた高次周の逆火山ステージや要塞ステージなどからの復活パターンも生み出され、熟練すればどこでミスしてもゲームを立て直すことが可能となった。単にクリアや高得点を目指す他に「立て直す」という遊び方（ゲーム性）を定着させた。ただし多くの復活パターンは（キャラクタオーバーによる弾切れを利用するなど）基板やプログラムの仕様に依存しているため、例えば『グラディウス』では可能な復活パターンが日本国外版『NEMESIS』では不可能という場合もある。
なお、『ゲーム批評』誌上での町口プロデューサーへのインタビューによると、そもそも復活地点設定は初代作時点では当時のハードの制約からミスをした地点からの再スタート（いわゆるその場復活）が困難だったことによる苦肉の策という。しかし復活パターンが編み出されたため、制約のなくなった以降も復活地点設定は引き継がれることとなった。

### ハイスコア 1000万点
グラディウスは無限ループ制のゲームであり、上手いプレイヤーならゲームオーバーにならずに何周でもプレイし続けることができる。何周もしていると当然スコアが上がるので、プレイヤーたちは区切りの良い1000万点を目標とした。ビデオゲームのハイスコアを集計している雑誌にはよく「1000万点+α」などと書かれた。スコアラーと呼ばれるビデオゲームのハイスコアを競う人々の間では、グラディウスで1000万点を達成することが一種のステータスになった。
ただし、同じ1000万点でも時期によって意味合いが異なる。初期は高次面/高次周回でのミスからの復活が不可能といわれていたため、いかにノーミスで長くプレイを続けられるかが重要だった。それに対して中期以降では、復活パターンが編み出され、どこでミスをしても復活できるようになり、コンスタントに1000万点を出せるようになった。
実際に、そのような復活パターンを会得したプレイヤーたちによって、限界得点の1億点も達成された。得点のカウントは99999900点まででこれ以上になるとカウンターがゼロに戻るが、ハイスコアとしてはカウンターがゼロに戻る直前の数値が記録される。さらにこの得点に至る前の9998万点を超えた時点で残機の無限増加が起こり、プログラム上の限界がここに見られる。
『沙羅曼蛇』や『グラディウスII』などの後のシリーズでも1000万点を達成することができる。これは現在でも超上級プレイヤーのステータスとして、グラディウスシリーズの伝統ともなっている。

### ゲーム中の細かなバグ・仕様
- 残機は1バイトで管理しているため、256機貯めると0になる。なお、グラディウスIIでは100機貯めると即座にゲームオーバーになる[3]。
- ボタンを押したままにしてレーザーを撃っていると、自機が画面右側に寄った場合に発射間隔が極端に長くなる（「弾切れを起こす」とも表現される）。
- レーザーは実際に見える光線の絵よりも上寄りに命中判定が大きい（通称レーザー熱）。背景以外を貫通し、ビッグコアの複数の遮蔽板や3面のモアイを抜けた後に出現するマザーの大群にもまとめてダメージを与えられる。また、オプションのレーザーは自機のレーザーよりもさらに当たり判定が上に偏っている。
- オプションは通常、スピードアップの段階によってオプション同士の間隔幅が決まる。ただし、自機の動きや縦方向の画面スクロールに影響されて間隔や動きが変化することがある。また、オプションの動きは第二作目のように正確に自機の動きをトレースしているわけではなく、4つそれぞれに用意された自機の過去の座標（267,533,800,1067ミリ秒）をめがけて最短距離で追尾するアルゴリズムとなっている。この癖の把握も重要な攻略法の一部である。
- オプションは追尾すべき過去の座標と、x,y軸それぞれ128ドット以上離れると、8bit減算のオーバーフローのため目標座標から離れるように動いてしまう。画面端は逆端とループしているため、画面端に消えたオプションは逆端から現れる。画面上端だけは例外で、離れていったオプションが上端に貼り付く現象が見られる。
- 同上の理由で、5面の触手細胞が画面上に触手を伸ばし、下端から弾を撃ってくることがある。
- キャラクター数オーバーを起こしている時にタイミング良くオプションを付けると、オプションが5つになることがある。
- ビッグコアの撃ってくるレーザーは、端の2本を斜めに抜けられる他、中央の2本の隙間を抜けることもできる。
- ビッグコアはステージ難度が上がると移動速度と弾速が上がるが、発射間隔は一定であるため先と後に撃ち出されるレーザー同士の間隔も広がり、自機のY座標によって本体の移動範囲も限定される上に両端の停止位置でしか発射されないので、レーザー同士の間に入ってしまえば（撃ち返しのない1周目であれば）後は動かずに倒すことができる。
- ステージクリア後、1,4,6面の地形はキャラクタ毎にワイプされるが、ワイプが終わって宇宙空間になるまでは自機との接触判定が残っているので当たるとミスになり、ボス前復活地点からのやり直しになる。
- 青カプセルは以降の作品と違い、敵弾を消さない。
- 5面の肉塊と触手に対しては命中判定がレーザーの先端しかなく小さいためダメージも与えづらい。
- 5面の肉塊は画面内に最大3個まで出現する。総攻撃タイム時に出ているものをビッグコア出現前に倒すと、ビッグコア出現時に触手のないものがいくつか追加で画面右から流れて来る。
- 6面ボスをスクロールが止まる前に倒すと、次のステージが7面のマップに6面の敵キャラクターの出現パターンとなる（一部のキャラクターはスプライトが化ける）。この状態で進むとスプライトが化けた6面ボスの核細胞が出現し、これを破壊するとボス撃破の判定となり背景がフェードアウトしてBGMが止まる。その後の数秒間は地形の当たり判定が確認できるが、やがてプログラムが暴走したり基板のリセットが掛かったりする。AC版で見られたバグで、リセットは基板起動後のモーニングミュージックのところまで戻される。
- 7面通路中央付近の横軸に黒い帯が表示されることがある。
- 7面ボス（後述の「脳」）直前のスクロールが止まって触手に進行を阻まれる場所は、触手の間のシャッターを早めに抜けないと、シャッターが閉まってからスクロールが再開せず、残機を潰して再スタートするほかにゲームを進行させる手段がなくなる。
- 「脳」破壊後の要塞爆発シーンは基板によって破片が飛び散らない・飛び散るの2つのバージョンがある。
- ゲームオーバー時のネームエントリーに使えるボタンはパワーアップボタンのみ。

## 設定

### ステージ構成
ステージ毎に特徴的な戦場が用意されている。
各ステージの開始時には、「前衛」、または、「空中戦」と呼ばれる比較的簡単な内容の準備エリアが用意されており、そこで比較的容易にパワーアップを行うことができる構成になっている。ステージの最後まで到達するとスクロールが停止しBGMが変わり、敵の総攻撃タイムとなる。総攻撃を突破した後にボスが出現するという構成を取るステージが多い。各ステージのBGMとは別に空中戦専用のBGMが用意されているのも特徴である。
| 面 | 内容           | 解説 | ボス                         |
| -- | -------------- | --- | ---------------------------- |
| 1  | 火山           | 洞窟の内部を進んでいくステージ。空中に浮かんだ岩もある。最後に待ち構える火山は火山弾を噴出する。                                       | 火山弾、ビッグコア           |
| 2  | ストーンヘンジ | 破壊可能な石と破壊不能な石が並んでおり、砲台が多数配置されている。上下方向に無限スクロールする。                                       | ザブ、ビッグコア             |
| 3  | モアイ         | イオン砲台として改造されたモアイ像が立ち並ぶステージ。モアイ像は口からイオンリングを吐いて攻撃してくる。上下方向に無限スクロールする。 | マザー、ビッグコア           |
| 4  | 逆火山         | 1面の天地が逆になり、攻撃も激しくなっている。中盤には火山があり、火山弾を噴出する。                                                    | アイアンメイデン、ビッグコア |
| 5  | 触手           | 地形はなく、宇宙空間が広がる。0から4本の触手を持つ細胞塊が漂い襲ってくる。細胞塊は体当たりと触手からの弾で攻撃する。                   | 触手、ビッグコア             |
| 6  | 細胞           | 巨大な細胞の内部。網目状の細胞を破壊しつつ前進する。主な敵はアメーバーだが、途中にハッチも点在する。                                   | 細胞核                       |
| 7  | 要塞           | ゼロスの要塞内部。様々な敵による猛攻が続く。終盤には触れるだけでミスとなるパイプが登場し、進路を防ぐ。                                 | マザーコンピューター         |

プラットフォームによってステージ構成自体は多少異なる。また、オリジナルステージが加わる場合もある。一例としてMSX版の骸骨ステージ、PCエンジン版の砂漠の骨ステージ、などが挙げられる。
ステージ構成を多彩にすることを広く普及させた意味合いではシューティングゲームへの貢献度は大きい。なお、開発チームから説明を受けたコナミの上層部は当初、ステージによって雰囲気が変わり過ぎることに対して、統一性に欠けるとプレイヤーに受け入れられないのではないかと懸念していた。これをチーム側は上記のキャッチコピーで説得したという。
7面の後、短いエンディング画面を挟んで、難度が上昇した次周回に突入する。3周目までは敵弾の数が増え、そこから先は敵編隊数の増加を主とした難度上昇をし、自機の装備による難度上昇を除けば、全部で2,3,17,23周目で4回の難度上昇をする。また、23周目以降は難度上昇はなく、単に繰り返しとなる。
2周目以降、敵を倒すと同時に自機に対して一発の弾を撃たれる「撃ち返し弾」という攻撃がある程度の割合で加わるようになる。高次周になるほど撃ち返し弾の発生頻度が高くなるため、1周目とは全くと言っていいほど攻略が変わってくる場面も出てくる。

## 敵キャラクター
シリーズ共通として、赤色の敵の撃破と前衛の敵編隊を全滅させるとカプセルが出現する。

### シリーズ共通
今作以降デザイン、名称は異なるが、一部を除き登場する基本敵キャラクターを紹介する。
ファン
非武装域哨戒機。各ステージで最初に現れる。4機から10機編隊で飛来してくる。全滅させるとカプセルを出す。
ルグル
標準戦闘機。ビックバイパーをしつこく追いかけてくる。装備や難易度によって速度が変わる。
ガルン
高速戦闘機。回転しながら高速で蛇行するのが基本だが、ダグムから発進するなどさまざまなタイプが存在する。
ビーンズ
偵察遊撃機。2編隊が8の字を書くように高速で飛来する。1編隊全滅させることにカプセルを1個出す。
ディー01
対空イオン砲。地形に固定された砲台。各所に設置されており、自機に向かって弾を発射してくる。
ダッカー
歩行型対空ロボット。壁面を歩行し、いったん停止してから自機に照準を合わせ、弾を撃ってくる。
ジャンパー
機動ロボット。ジャンプしながら弾を撃ってくる。難易度が上がると一度に複数の方向に、花火のように弾を発射してくる。
ウロス
移動砲台。地上を移動しながら弾を撃ってくる。ダッカーと違いビックバイパーを追尾してくるわけではなく、同じ箇所を左右にうろうろしている。
ザブ
時空間移動爆雷。突如として出現し、自機に向かって移動してくる。
ダグム
スクランブルハッチ。地上に設置されており、中から戦闘機の編隊が出現する。ガオム、カニムという形状の異なるハッチも存在する。
ラッシュ
スクランブル戦闘機。ダグムなどのスクランブルハッチから発進する機体。ハッチから真上に発進し、自機のY座標にある程度近づいたところで角度を変えて突進してくる。
モアイ
巨大な石像。口を開けてイオンリングを吐いて攻撃してくる。通常の攻撃は通用しないが、口を開けた瞬間に中を攻撃することで破壊できる。
イオンリング
モアイが吐いてくるリング状のエネルギー体。ビックバイパーの攻撃で相殺できる。
チルド
小型円盤。マザーから発射される。一切の攻撃が効かない。
マザー
中型円盤。搭載しているチルドを3方向に発射して攻撃してくる。チルドとは違い破壊可能。
アイアンメイデン
ゼロス傘型円盤。地形に沿って移動した後、ビックバイパーに向かって突進してくる。
ビッグコア
ゼロスの大型母艦。卵形のフォルムをしており、外装は攻撃を受け付けない。4箇所の砲台から同時に短いレーザーを発射して攻撃してくる。中央部に丸い「コア」があり、それを守るように「遮蔽板」（しゃへいばん）が設置されている。コアを破壊することでビッグコア全体を撃破できる。

### 当作品限定の敵キャラクター
レーザー砲台
ステージ1終盤、菱形の空中地形に固定されている砲台。俯角はとれないため、正面方向のみにレーザーを連射する。
サバル
ステージ2前衛のみに登場する戦闘機。ゆっくりと自機のY軸に合わせて移動した後、自機の正面に来ると高速で突っ込んでくる。
フォス
ゼロス標準巡航機。ステージ3前衛のみの登場。編隊を組み、ゆっくり自機に近寄ってくるが、自機の方から接近すると離脱していく。全滅させるとカプセルを出す。
ウスカ
ゼロス輸送船。ステージ5前衛のみの登場。ゆっくり直進しつつ攻撃してくる。
触手
ぶよぶよとした球状の肉塊から細長い腕が何本も生えた生物。腕の先端から弾を出して攻撃してくる。球状の本体に攻撃することで破壊可能だが、耐久力が高い難敵。腕の中間部にある色の違う部分を攻撃すればその腕のみを破壊できる。
アメーバー
細胞ステージの網細胞の内部に潜む。耐久力が高い。
核細胞
ステージ6のボス。
電磁バリアー
要塞ステージ最深部の開けた場所に出現する移動式障害物。実質的な中ボスであるが破壊不能。
メカ触手
ゼロス要塞防衛触手。要塞ステージ最深部を防衛する機械触手。弱点は上記の触手と同じく腕の中間部にある色の違う部分。

## 他機種版
ファミコンの世代から最新世代の家庭用ゲーム機、ホビーパソコンや携帯電話に移植されている。初期の移植版は、当時のハードの性能限界によりアーケード版の完全移植ができなくても、なるべく近づけるために工夫が凝らされており、各世代機ごとの特徴的な要素がアーケード版とは異なる個性となっている。同様の理由により各機種のBGMも、アーケード版の完全再現を目指すのではなく、一定のアレンジが加えられた作品が多い。また、オプションの挙動が移植版によっては異なる。
変わったところでは、バンダイが発売していたアナログボードゲームシリーズ・パーティジョイの「60番」（60番目の商品）としても発売されたことがある（テレビゲームの雰囲気を生かしつつもルールは異なる）。
| タイトル                                              | 発売日                                    | 対応機種                                            | 開発元                        | 発売元             | メディア                                | 型式                 | 備考 |
| ----------------------------------------------------- | ----------------------------------------- | --------------------------------------------------- | ----------------------------- | ------------------ | --------------------------------------- | -------------------- | --- |
| グラディウス                                          | 1986年4月25日 1986年12月 1988年11月30日   | ファミリーコンピュータ                              | コナミ                        | コナミ             | 384キロビットロムカセット               | RC810                | 売上本数：100万本（ファミコン全1252タイトル中41位）                                                                   |
| グラディウス NEMESIS                                  | 1986年7月25日 1986年                      | MSX                                                 | コナミ                        | コナミ             | 1メガビットロムカセット                 | RC742                | |
| グラディウス                                          | 1986年11月19日                            | PC-8801mkIISR                                       | コナミ                        | コナミ             | フロッピーディスク                      | RA300                | |
| グラディウス                                          | 1986年12月28日                            | X1                                                  | コナミ                        | コナミ             | フロッピーディスク                      | RA900                | |
| GRADIUS                                               | 1987年1月1日                              | Amstrad CPC コモドール64                            | Cyclone                       | The Hit Squad      |                                         |                      | |
| VS.GRADIUS                                            | 1986年                                    | アーケード                                          | コナミ                        | コナミ             | 業務用基板 （任天堂VS.システム）        | -                    | 日本未発売 |
| GRADIUS                                               | 1987年1月8日                              | ZX Spectrum                                         | Cyclone                       | The Hit Squad      |                                         | -                    | |
| グラディウス                                          | 1987年3月28日                             | X68000                                              | SPS                           | シャープ           | フロッピーディスク                      | -                    | 初代X68000本体の付属ソフトで単体での販売はなし ※ただし、X68ユーザーであれば補修部品扱いで取り寄せが可能               |
| コナミゲームコレクション Vol.3 シューティングシリーズ | 1989年1月27日                             | MSX                                                 | コナミ                        | コナミ             | フロッピーディスク                      | RA008                | NEMESIS（MSX海外版）をSCC音源に対応                                                                                   |
| グラディウス                                          | 1991年11月15日                            | PCエンジン                                          | コナミ                        | コナミ             | 2メガビットHuCARD                       | KM91001              | |
| グラディウスDELUXE PACK                               | 1996年3月26日                             | PlayStation セガサターン                            | コナミ                        | コナミ             | CD-ROM                                  | SLPS 00303 (T-9509G) | アーケード版の移植。 グラディウスIIとのカップリング                                                                   |
| グラディウスDELUXE PACK for Windows                   | 1997年2月21日                             | Windows 95                                          | コナミ                        | コナミ             | CD-ROM                                  | ME203-J1             | グラディウスIIとのカップリング                                                                                        |
| グラディウス完全版                                    | 2002年12月2日                             | J-スカイ （Javaアプリ）                             | コナミ                        | コナミ             | ダウンロード （コナミ J-APPLI）         | -                    | |
| グラディウス ポータブル                               | 2006年2月9日                              | PlayStation Portable                                | コナミ                        | コナミ             | UMD                                     | -                    | PlayStation版の移植。                                                                                                 |
| グラディウス                                          | 2006年3月1日                              | ウィルコムJavaアプリ およびW-ZERO3シリーズ専用      | コナミ                        | コナミ             | ダウンロード                            | -                    | |
| グラディウス                                          | 2006年3月14日                             | Windows                                             |                               | アイレボ           | ダウンロード (i-revo)                   | -                    | ファミリーコンピュータ版 MSX版 PCエンジン版の移植                                                                     |
| グラディウス                                          | 2006年12月2日 2007年1月8日 2007年2月2日   | Wii                                                 |                               | コナミ             | ダウンロード （バーチャルコンソール）   | -                    | ファミリーコンピュータ版の移植。                                                                                      |
| コナミ アーケード コレクション                        | 2007年3月15日                             | ニンテンドーDS                                      | M2                            | KDE                | ニンテンドーDSカード                    | -                    | アーケード版の移植。                                                                                                  |
| グラディウス                                          | 2007年8月7日                              | Wii                                                 |                               | KDE                | ダウンロード （バーチャルコンソール）   | -                    | PCエンジン版の移植。                                                                                                  |
| グラディウス                                          | 2009年8月24日                             | Webブラウザ                                         |                               | MIXI               | ダウンロード (mixi)                     | -                    | |
| グラディウス                                          | 2010年6月16日                             | PlayStation 3 PlayStation Portable                  |                               | KDE                | ダウンロード （ゲームアーカイブス）     | -                    | PCエンジン版の移植 |
| グラディウス                                          | 2012年10月18日 2012年11月1日 2013年5月8日 | ニンテンドー3DS                                     |                               | KDE                | ダウンロード （バーチャルコンソール）   | -                    | ファミリーコンピュータ版の移植                                                                                        |
| グラディウス                                          | 2013年5月14日                             | GameNow                                             | コナミ                        | KDE                | ダウンロード （クラウドゲーム）         | -                    | PCエンジン版の移植 |
| グラディウス                                          | 2013年6月3日                              | ひかりTVゲーム                                      | コナミ                        | KDE                | ダウンロード （クラウドゲーム）         | -                    | PCエンジン版の移植 |
| グラディウス                                          | 2013年6月20日                             | G-cluster                                           | コナミ                        | KDE                | ダウンロード                            | -                    | PCエンジン版の移植 |
| グラディウス                                          | 2013年9月26日 2013年10月2日 2014年1月9日  | Wii U                                               |                               | KDE                | ダウンロード （バーチャルコンソール）   | -                    | ファミリーコンピュータ版の移植                                                                                        |
| グラディウス                                          | 2013年12月20日                            | Windowsストア                                       |                               | KDE                | ダウンロード                            | -                    | PCエンジン版の移植 |
| グラディウス                                          | 2013年12月25日                            | ニンテンドー3DS                                     |                               | KDE                | ダウンロード （バーチャルコンソール）   | -                    | PCエンジン版の移植 |
| グラディウス                                          | 2014年3月3日                              | Windows                                             |                               | D4エンタープライズ | ダウンロード プロジェクトEGG            | -                    | PCエンジン版の移植 |
| グラディウス                                          | 2014年4月16日                             | Wii U                                               |                               | KDE                | ダウンロード （バーチャルコンソール）   | -                    | PCエンジン版の移植 |
| グラディウス                                          | 2015年1月29日 2015年6月9日 2015年6月23日  | PlayStation 4                                       | ハムスター                    | ハムスター         | ダウンロード （アーケードアーカイブス） | -                    | 日本版、北米版、欧州版を収録                                                                                          |
| GRADIUS グラディウス                                  | 2015年9月30日                             | Wii U                                               |                               | KDE                | ダウンロード （バーチャルコンソール）   | -                    | MSX版の移植 |
| グラディウス                                          | 2016年11月10日                            | ニンテンドークラシックミニ ファミリーコンピュータ   |                               | 任天堂             | 本体内蔵                                | CLV-101              | ファミリーコンピュータ版の移植                                                                                        |
| ファミリーコンピュータ Nintendo Switch Online         | 2018年9月19日                             | Nintendo Switch                                     |                               | 任天堂             | ダウンロード                            |                      | ファミコン版の移植 Nintendo Switch Online加入者専用                                                                   |
| アーケードクラシックス アニバーサリーコレクション     | 2019年4月18日                             | Nintendo Switch PlayStation 4 Xbox One Steam        | ハムスター ゴッチテクノロジー | KDE                | ダウンロード                            |                      | 本作も含むアーケードゲーム8作品を収録した オムニバスソフトの1作として収録。 アップデートにより英語版(NEMESIS)が追加。 |
| VS. グラディウス                                      | 2019年8月15日                             | PlayStation 4 Nintendo Switch                       |                               | ハムスター         | ダウンロード （アーケードアーカイブス） |                      | 任天堂VS.システム版の移植                                                                                             |
| グラディウス                                          | 2020年3月19日                             | PCエンジン mini                                     | エムツー （移植担当）         | KDE                | プリインストール Amazon.com専売         |                      | PCエンジン版ソフト58作品の1作として収録。                                                                             |
| グラディウス                                          | 2020年7月9日                              | Nintendo Switch                                     |                               | ハムスター         | ダウンロード （アーケードアーカイブス） |                      | アーケード版の移植。オリジナル版(ROM版)の他、 北米および欧州版のNEMESISをそれぞれ収録。 5種類のこだわり設定を実装。   |
| グラディウス                                          | 2023年6月8日                              | X68000 Z                                            | 瑞起                          | 瑞起               | SDカード                                | -                    | X68000版の移植 |
| グラディウス オリジン コレクション                    | INT 2025年8月7日                          | PlayStation 5 Nintendo Switch Xbox Series X/S Steam | エムツー                      | KDE                | ダウンロード                            | -                    | アーケード版の移植 |

ファミリーコンピュータ版
当時の技術水準やROM容量の制限から、オプションが2つまでしか装備できず、レーザーがY座標追従しない2連射まで可能な貫通性のある短いものになっているのが大きな相違点。ダブルやミサイルなどの各武装も、性能を再調整され連射性が上がった。バリアは直接ビックバイパー前方に装着されるようになり見た目と異なり「フォースフィールド (FORCE FIELD)」と同じ仕様の全方位型バリアで、耐弾数が5発分増えるという効果に変更されており、耐弾数が残り1発になると色が赤くなる。また、地形との接触で削られることはない。この仕様のため、あらかじめパワーアップボタンを？（バリア）に合わせて置き、バリア消失と瞬間に再装備するテクニックが可能となった。なお、破壊不可能な地形や障害物ならびに耐久性を持つボスキャラクターの接触にはいずれも無効。スピードアップが14段階まで装備可能。特定場面での上下無限スクロールや、各面の仕掛けがいくつか省略されている反面、各種のボーナス点、ステージを飛ばして先に進めるワープ、連射機能、コンティニュー、そして有名な「上上下下左右左右BA」によるフル装備コマンドといった、多数の「裏技」が実装されている。また、キャラクターは全体的に小さめ。
ビッグコアはスプライトによる表示を行うためにデザインの比率が変更されており、出現するのはどのステージであってもボス前のラッシュ攻撃位置からさらにスクロールして宇宙空間に移動した後である。また、プレイヤーが故意に自機のX座標を合わせた場合の挙動が特徴的。
逆火山ステージ（4面）の途中の火山が噴火せず、アイアンメイデンも出現しない。代わりに、1面の火山ステージと同様、終盤では2つの火山が噴火するものになっている。
当時のファミリーコンピュータMagazineにはオプションを6つまでつけられるウソ技が掲載された。
それまでのコナミのファミコンカセットはオレンジ色のパッケージに統一されていたが、本作以降は作品ごとにデザインを変更するようになった。本作は黒になっている。
また、大塚食品とタイアップし、パワーアップカプセルのグラフィックがカップ麺「アルキメンデス」のパッケージに差し替えられた「グラディウス・アルキメンデス編」がプレゼントされた。非売品で当時から希少性が高く、現在もこれらにはプレミアムがついており高値で取引されている。
エンディングメッセージがあり、周回によって6通りに変わる。周回ごとに表示されるメッセージの頭文字を順番に並べると「KONAMI」になる。
MSX版
ゲーム開始前にデモ画面が追加されており、海外版であるNEMESISのタイトルバックに使われていたイメージイラストが、アーケード版のネームエントリーのBGMと共に表示される。このイメージイラストの画面では煌く星と、飛び交うレーザーなどをスプライトを併用し、8ピクセルにつき16色中2色という制限の中動きのあるイラストとして表示している。また、ビックバイパーのデザイン先端部分が本編ビジュアルに合わせ変更されている。
ハードウェア性能の制限により、色数やキャラクタの動きこそ他機種版の移植に対して見劣りするものの、大容量ROMの搭載によりファミリーコンピュータ版では削除された演出の追加を実現しているほか、後述の追加ステージや、割り切った実装によりダイナミックな表現を試みている。横方向へのスプライト描画制限に対応するため、自機の攻撃や一部演出、背景の描画はPCGにより行われ、動きのスムースさと引き換えにファミリーコンピュータ版では不可能だった長く伸びるレーザー、空中戦時の敵機編隊の長さ、ビッグコアの大きさなどを実現している。
ハードウェアの仕様の制限により、背景のスクロールは8ドット単位だが、宇宙空間の星についてはPCGパターンの書き換えによって滑らかに流れるよう工夫されている。
これらの画面構成は同機種の同社シューティングゲームで引き継がれ、背景を利用したギミックなどの発展を見せるようになる。
見た目は長くなり強力に見えるレーザーだが、ワインダーは自機からレーザーが伸びている途中のわずかな間にしか使えず、単発での威力も強くない。このためアーケード版のようなショットボタンの押しっ放しによる発射では耐久力の高い敵にとても太刀打ちできず、手動での連射を要する。ミサイルはファミリーコンピュータ版同様に連射性が良くなっているが、ダブルはアーケード版に準じている。
レーザーとミサイルは2段階にパワーアップするようになり、これは後の他機種版を含めたいくつかの作品でも（ダブルなどへの適用も含めて）採用された。
自機前方に装備されるシールドは、装備時の挙動や見た目と地形への判定がない点でファミリーコンピュータ版とほぼ同じです。
オリジナルステージとして骨のステージと、通常ステージの決まった場所から移動できる「エクストラステージ」と称したボーナスステージが追加されている。ボーナスステージには1UPの緑カプセルや、連続して回収することで最高10000点まで得点の上昇する黄カプセルが出現する。
ファミリーコンピュータ版のコナミコマンドに代わり、関係者の女性名の入力による各ステージごと、1ゲームごとの隠しコマンド、自爆コマンドなどが追加されている。
MSXではカプセル回収にも500点の得点が付けられている。これによってフル装備のときに、点数稼ぎを優先してカプセルを回収するか、装備変更やシールド切れに備えてパワーアップゲージの位置を予め合わせておくかの判断がプレイヤーにゆだねられることとなった。難易度は6周目まで上昇し、7周目以降は4～6周目の難易度を1周毎に繰り返すことになる。
MSXにはROMカートリッジ用スロットを2つ搭載している機種があり、これで1スロットに本作（『グラディウス』）、2スロットに『ツインビー』を挿入してプレイすると自機がツインビーになるという裏技があり、このリンクシステムもまた、以降の同社ゲームへ影響を与えると共に、このモードの画面が後に『パロディウス』を生み出す元になった。
ディスク版ソフト「コナミゲームコレクション Vol.3」に『ネメシス』のタイトルで収録されており、『スナッチャー』附属のSCCカートリッジを使用することにより、BGMがSCC音源対応となる。SCCは波形メモリ音源であり、アーケード版に構造は近いものの、BGMのアレンジは大幅に異なる。また、こちらでは上記の女性名入力による隠しコマンドは利用できないようになっている。
本作は元々ROM 32KBで開発されていたが容量が足りなくなったため、MSXでは初となるメガロムを採用することになった。しかし今度は容量が余ったため骨ステージを追加したが、それでも容量が余ったためデモ画面やエクストラステージを追加した。しかしそれでも容量は使い切れておらず、ROMの末尾部分にコードFFHで埋められている領域が存在する。
海外製のMSXで起動するとタイトルが『NEMESIS』になる。オプションは「OPTION」のままで変更は無い。海外版のマニュアルでは自機の名称がビックバイパーではなく「Warp Rattler」になっている。
X68000版
1987年に登場したシャープ製PC、X68000の初代モデルに同梱された。本機の性能をデモンストレーションする役割を担っていた。
当時のパソコンの附属アプリで、アーケードゲームの移植作品が付くというのは、PC-100のロードランナー等に見られる程度で例が少ない。処理速度や敵パターン、BGMなどで若干の差異があったものの、その完成度は高かった。移植を担当したのはSPSで、まだX68000がプロトタイプの状態で開発が進められ、X68000用のOSであるHuman68kよりも先に完成していたという。後に撤回されるものの、SPSの社員はこの移植に対し「1ドットでも違っていたら腹を切る」とまで豪語していた。単体発売は行われず、二代目モデル以降のマシンには附属しなかった。ただし補修部品として本作をメーカーに注文することは可能で、初代機以降を所有しているX68000ユーザーでもシャープのサービスステーションなどを介すことで合法的に入手可能だった。
BGMはFM音源による演奏のため、音源の違いから再現性は高くないが、効果音はADPCMによる録音された音源の再生により実現している。
非売品のため販売数の発表は行われなかった。X68000のパフォーマンスを見せつける作品として家電量販店などでもこのソフトを用いたデモンストレーションが行われた。
本作はその後のX68000への業務用ゲームの移植の方向性と必要条件を決定づけることにもなった。さらに本作発表の数年後には家庭用ゲーム機の性能も向上して再現度の高い移植が可能となっていき、現在では業務用ゲームについてオリジナル作品の再現を極限まで追求する「完全移植」がごく普通に行われているが、このような移植の際の再現性が意識されるきっかけとしてゲーム業界にも大きな足跡を残した。
このソフトはパソコンの附属アプリケーションという性質上からか、起動はビジュアルシェル (VS.X) から行われるようになっており、ゲームのプレイ中でもOS画面へ戻ることが可能である。コピープロテクトが掛けられておらず、また簡単なパッチ当てをすることでデバッグ用の機能と思しきステージセレクトなどを行うことが可能である。未使用曲なども全てデータとして入っていたのは、当時の移植版としては非常に珍しかった。
X1版
レーザーはあまり長くない単発の白い直線でワインダーは使えず、オプションは2つまで、シールドはアーケード版に近い大きさで見た目通り前方からの攻撃しか防がないが、受けたダメージでサイズは縮小せず耐久力も低い。背景のスクロールは8ドット単位で、原作の2,3ステージにあった上下スクロールは省略されている。「エクストラステージ」がある。BGMはPSGのみに対応しているが、X1に標準搭載されていないCTCによる割り込みを使用しているためX1単体では効果音だけが鳴り、オプションであるFM音源ボードを装着したX1かCTC標準搭載のX1turboでのみ演奏される。
処理量を減らすために、ゲーム画面を枠で囲った部分のみに設定し、表示領域を狭めている。
また、「裏技」と称した改造ではあるが、テクノポリス誌に掲載されたパッチファイルを使用すると、アーケード版と同等のレーザー長とオプション4つを、処理速度の低下なく実現できた。
PC-8801mkIISR以降版
アレンジ内容はほぼX1版に準ずる。ただし、地形はダークグリーン一色。BGMはOPNに対応。
PCエンジン版
1991年11月15日にコナミのPCエンジンへのサードパーティ参入の第1作目として発売された。コナミのPCエンジンへの参入は本体発売の4年後と遅めであった。本作の発売時点では古めのタイトルであったが、当時の先行発売されていた移植版と比較し、ROM容量が大きかったことから削除された要素は無く、追加要素を多く含んだ物となった。初代『グラディウス』の家庭用ゲーム機への移植では初めてオプション4個装備と長いレーザーを実現（点滅表示）した。
アーケード版との主な差異としては、表示解像度の関係から、2,3面以外の本来上下スクロールの無い箇所でもわずかに上下スクロールする。レーザー使用時などに処理落ちが見られるシーンがある。タイトル画面などのグラフィック関連で一部の色が変更されている箇所がある。ダブルは2連射できるようになっているが、前・上一組の連射性はアーケード版に準じている。
PCエンジン版独自の追加要素として、オープニングとエンディングデモと、ステージ4と5の間に新たに砂漠と骨のステージが追加された。これはMSX版とは別物のまったくの新規ステージである。隠し要素としてステージ内の特定箇所からエクストラステージにワープできる要素も追加された。エンディングにはエンドクレジットのデモが追加されており、BGMには『パロディウスだ!』のエンディングをアレンジしたものが使われていた。デモ画面には本作のイメージイラストをCG化したグラフィックが表示され自機やレーザーが微妙にアニメーションする。
波形メモリ音源を搭載する同機はアーケード版に近い出力はスペック上可能であるが、MSXのNEMESIS同様、BGMには大きなアレンジが加えられ、リズムパートが追加されている他、IまたはIIボタンを押しながら電源を入れるとステレオで出力されるようになっている。
セガサターン（グラディウス DELUXE PACK）
画面の横サイズを拡大して合わせたり、処理落ちの再現をしたりしている。また、オープニングムービーが追加されている。
横256ドットを持たないハード仕様（320ドット）のため、左右を広めた状態か切り落とす、または疑似的に見た目を左右に伸ばした画面モードとなる。この点は後述のPS版に劣る。
これ以前に移植された機種よりも大幅にハードウェア性能が向上しており、オリジナルのアーケード版の性能も完全に超え、性能的余裕が生まれた結果、本作以降は処理落ちなども含めてどこまで細かくアーケード版を忠実に再現した「完全移植」を行い、そこにさらに何を追加するかという点にも力が注がれるようになった。
PlayStation（グラディウス DELUXE PACK）
セガサターン版とほぼ同等。『1』と『2』のどちらも、特定の条件下で起こる処理落ちや、アーケードにあったバグ技、業務用の画面比率を再現している。PlayStation 2以降のハードでも『グラディウス』は問題なく動作する。また、ステージ7クリア後にスタッフロールが追加され、新たに作られたエンディング曲が流れる。
Windows 95（グラディウスDELUXE PACK for Windows95）
セガサターン版・PlayStation版からの移植であり、オープニングムービーの追加、おまけでダッカーや、オプションハンターが画面を動き回るスクリーンセーバーが収録されている。
Pentium 90 MHz以上・VRAM2MB以上必須だが、MMX Pentium 166 MHz未満のスペックだと7面でBGMが濁って発声される他、ビデオメモリが2M未満だと『グラディウスIII』を髣髴させる動作速度になり、ハードウェアスペックが高すぎてもまた、BGMがまともに鳴らないなど、正常に動作しない。
Windows XP以降では正常動作しない。PC仮想化ソフト上のWindows 9x系OS上で動作させることは可能だが、要調整。
移植はマイクロビジョンの手による。
PlayStation Portable（『グラディウス ポータブル』に収録）
オプションモードでセミオートパワーアップ、自機の当たり判定サイズの変更、画面サイズの変更が可能になっている。また、ゲームプレイ中にポーズメニューからセーブすることでいつでも中断が可能。ロード時はパワーアップを維持したまま復活ポイントから再開できる。ミュージックギャラリーではAC版のみならずX68000版のBGMも聴くことができる。
バーチャルコンソール
ニンテンドー3DS、Wii Uのゲーム配信サービスバーチャルコンソールでは、ファミコン版とPCエンジン版が各機種で、MSX版がWii Uで、それぞれ配信されている（Wii版については2019年1月をもって配信・販売終了）。
ニンテンドーDS（『コナミ アーケード コレクション』に収録）
ニンテンドーDS本体の下部画面には操作方法などが表示される。アーケード版に付属されていた実物が使用されている。
難易度や残機などの設定は、タッチパネル画面に表示される実際の基板についているスイッチをペンで操作して行う。
mixiアプリ版
mixiアプリの一つとしてFlashゲームに移植された。mixi会員のみプレイすることができた。なお、2010年5月17日0時00分をもって終了となった。
ゲームアーカイブス
PlayStation Networkのゲーム配信サービスゲームアーカイブスでは、PSPとPS3向けにPCエンジン版が配信されている（配信元は当初ハドソンとなっていたが、その後ハドソンがコナミに吸収合併されたため、現在はKDE表記）。
PC Engine GameBox
iOS用ソフト『PC Engine GameBox』にPCエンジン版が収録されている。仮想パッドによる操作。
クラウドゲーム版
2013年5月14日よりGameNow、6月3日よりひかりTVゲーム、6月20日よりG-clusterでPCエンジン版の移植作品がで配信開始。
プロジェクトEGG
2014年3月3日にPCエンジン版が配信開始。
PlayStation 4、Nintendo Switch（アーケードアーカイブス）
2015年1月29日に配信開始。アーケード版の日本版（ROM版）、北米版、欧州版の3バージョンの他、隠し要素で日本版（バブルシステム版）を収録。
Nintendo Switch版は2020年7月9日に配信。
Nintendo Switch（ファミリーコンピュータ Nintendo Switch Online）
Nintendo Switch Online加入者の特典としてファミコンソフトが遊べる配信サービスの1つとして配信されている。また、2018年11月14日には『グラディウス ステージ5最強バージョン』、2019年8月21日には『グラディウス 激ムズ2周目バージョン』と題した特別版も配信された。
Nintendo Switch、PlayStation 4、Xbox One、Steam（『アーケードクラシックス アニバーサリーコレクション』に収録）
2019年にコナミグループ50周年事業の一環として、往年のコナミソフトをいくつかのカテゴリに集めたオムニバスソフトシリーズ第1弾として、ダウンロード専売でリリース（マルチプラットフォームソフトのため、PS4版とNintendo Switch版はアーケードアーカイブスとは別にリリースされたことになる）。
収録作は本作のほか7作品（『グラディウスII GOFERの野望』、『沙羅曼蛇』、『ツインビー』、『A-JAX』、『悪魔城ドラキュラ』、『サンダークロス』、『スクランブル』。全てAC版）。
PlayStation 4、Nintendo Switch（アーケードアーカイブス）
アーケードアーカイブスの1作品として、日本では未発売だった任天堂VS.システム版を配信。2019年8月15日配信開始。
PCエンジン mini
2020年3月19日にコナミより発売の、家庭用テレビゲーム機「PCエンジン」の復刻版である『PCエンジン mini』と、その海外版である『PC Engine Core Grafx mini』『TurboGrafx-16 mini』には、プリインストールの58作品の中の1作としてPCエンジン版が収録されている。裏技として、メニュー画面でSELECTを押したまま起動することでより原作に近い動作をする『グラディウス near Arcade』として起動することも可能である。near Arcadeではハードウェア仕様はそのままに、カラーパレットや音源の扱いがアーケード版に近い設定にされており、追加されたステージなどは除去された動作をする。
オリジナルの改造版
初代グラディウスのファミコン版には、主にエミュレータのROMイメージ用パッチとして、アーケード版に近いグラフィックに改変、2面と3面の上下スクロール、最終面の電磁バリアなど、ファミコンへの移植の際にカットされた仕様が追加された改造ソフトが出回っている。ROMに焼いてカートリッジ化され実機で遊べるものも存在し、『ゲームセンターCX』でファミコンソフトのコレクターによって紹介されたが、画面にはモザイクが掛けられていた。同人制作では「グラディウスAC」という、元のファミコン版を可能な限りAC版に近づけたバージョンが、データにIPSパッチを充てるという方法で公開された。その後さらにバージョンアップされた「グラディウスAC2007」も公開されている。改造版はMSX版、X68000版も存在し、MSX版は上位機種で搭載されたパレットやスムーズスクロール、音声合成チップ（VLM5030）への対応が施されており、X68000版はサウンドなどがアーケード版に似せて修正されていたほか、雑誌で公開されたマップエディタもあった。X1版でも、音源やオプションの数など、手を入れられた物が存在している。
同人ソフト
『Oh!X』1988年6月号には、パロディー企画でX1turboZ専用GRADIUSとした写真が掲載され、その後反響の大きさから、その掲載画像を16パズルにしたゲームが作られ同誌に掲載されている。それとは別に、1990年12月号ではユーザーの作成した投稿ソフトウェアの紹介コーナーに、横内威至の作成したX1turbo専用のものが画面写真と共に掲載されている。記事の解説によると、FM音源によるBGM、長いレーザーなどアーケード版を極力再現したとされ、実験的に大量のオプションを付けた状況でも、比較的高速に動作したと書かれている。権利などの問題により、頒布、掲載などはされていない。
また、同作にインスパイアされた作品として、佐野榮太郎によるSHARPのポケットコンピュータ用シューティングゲームがあり、NEC PC-98x1用にも、同人サークルCO2-PROの古河らにより、URADIUS'95、GARUDIUS'95や、KEMESISという名称のクローンゲームが制作、発表されていた。

## 開発

### ハードウェア
アーケード版の初代『グラディウス』は、バブルシステム (GX400) と呼ばれるアーケードゲーム基板を使用している。ソフトウェアは磁気バブルメモリを使った「バブルカセット」という形態で供給された。バブルシステムは本作以外に『ツインビー』『RF-2』『ギャラクティックウォーリアーズ』にも用いられている。
バブルシステムは、使用された磁気バブルメモリの特性によりデータ消失などの故障が頻発したほか、修理用の部品が入手できなくなったこともあり、修理対応で通常の1MビットEPROMが2つ載る専用基板に交換された版が存在する（「ROM版」などとも言われる。外観は出典を参照）。この基板は『沙羅曼蛇』や、国外版である『NEMESIS』の基板とは全くの別物である。『NEMESIS』では256KビットのEPROMが8つ並ぶ。なお下側の基板はバブルシステム・『沙羅曼蛇』・『NEMESIS』で共通である。またバブルシステムは-12Vの電源を必要とするが、このROM版バブルシステムでは必要ない。
後に発売された『グラディウス デラックスパック』・『グラディウス ポータブル』などではグラディウスを起動する際の読み込み時間にバブルシステム起動デモがカウントダウン終了後のロムチェック・パターン表示まで忠実に再現されている。ただし、暖気カウントダウンは収録されていない。これらコンシューマ機への移植版では読み込みが完了すると任意でスキップできる。また、携帯電話版グラディウス完全版にも起動デモが再現されているが、早くカウントされすぐに終わる。こちらは単なる再現演出のため、最初からスキップ可能。

## 音楽
本作に使用されているBGMの作曲は全曲東野美紀が担当している。以下の曲名は1993年に発売されたCD『MIDI POWER Ver2.0』に基づいて記載しており、未使用曲についてのみ『グラディウス リバース』サウンドトラックのデータを用いている。
これらの英字タイトルはキングレコードの『パーフェクトセレクション・グラディウス』（1991年発売）および『パーフェクトセレクション・グラディウス第2章』（1992年発売）に収録された1面、4面、6面、7面BGMのアレンジバージョンに対して表記されたものが初出である。それ以前、アルファレコードの『コナミ・ゲーム・ミュージック Vol.1』（1986年発売）はゲーム毎のメドレー主体の構成で、曲名としての表記は各ゲームタイトルのみ。アポロン音楽工業の『オリジナル・サウンド・オブ・グラディウス』（1987年発売）では「第1ステージ・BGM」といった端的な表記にとどまり、また本作のBGMが『沙羅曼蛇』（1986年）『グラディウスII』（1988年）などの続編に引用された際も同様である。
『MIDI POWER Ver2.0』ではパーフェクトセレクションの曲名が引き継がれ、また他の曲にも英字タイトルが表記された。以後の関連アルバムやシリーズ作品ではこれらの曲名の使用が通例となったが、『IV』や携帯電話向けサイト「コナミネットDX」での楽曲配信など、旧来のタイトル表記が行われることもある。2000年に『コナミ・ゲーム・ミュージック Vol.1』がサイトロン・デジタルコンテンツより復刻された際にはジャケットやトラックリストに英字タイトルがフィードバックされ、曲単位でのトラック分割といった時流に合わせた仕様変更が行われている。
| 使用箇所         | 曲名                     |
| ---------------- | ------------------------ |
| 空中戦           | Beginning of The History |
| 1面              | Challenger 1985          |
| 2面              | Beat Back                |
| 3面              | Blank Mask               |
| 4面              | Free Flyer               |
| 5面              | Mazed Music              |
| 6面              | Mechanical Globule       |
| 7面              | Final Attack             |
| ボス             | Aircraft Carrier         |
| ゲームオーバー   | Game Over                |
| ネームエントリー | Historic Soldier         |
| 未使用曲         | GRADIUS Spare BGM        |

アーケード版の本作のBGMには、周波数がわずかに異なる音を重ね合わせて深みを出す、「コーラス効果」もしくは「ディチューン」と呼ばれる手法を用いている。これをコンピュータゲームで初めて使用したのはナムコの『ギャラガ』とされるが、『グラディウス』ではステージBGMとして用いられたことでより印象的なものとなり、俗に「コナミ効果」と呼ばれることもあった。

## 評価
| 項目  | キャラクタ | 音楽 | 操作性 | 熱中度 | お買得度 | オリジナリティ | 総合  |
| FC版  | 3.97       | 4.14 | 3.83   | 3.88   | 4.10     | 3.48           | 23.40 |
| PCE版 | 3.81       | 3.88 | 3.76   | 3.98   | 3.91     | 3.40           | 22.74 |

アーケード版
ゲーメストムック『ザ・ベストゲーム』（1991年）において、『ゲーメスト』読者による全アーケードゲームを対象とした人気投票で第5位を獲得、同誌では「パワーカプセルを集めて、自機をパワーアップさせていくシステムと自機の分身であるオプションがつけられるということは当時として革命的な発想であった」と評している。
また、ゲーメストムック『ザ・ベストゲーム2』（1998年）では上記と同様の形式で人気投票を行った結果第24位を獲得、同誌では「サウンド、グラフィック、ゲーム性あらゆる面において非常に完成度が高く、シューティングの歴史を語るうえで外すことのできない名作である。以後のゲームに与えた影響は計り知れない程、画期的な作品」、「ゲームシステム面での大きな特徴は、パワーアップのシステムと、無敵の分身・オプションの存在である。必要な装備を順番に選んで装備できるパワーアップシステムは、戦略性が高く、自由度の高い攻略を可能にした」と紹介されている。
ファミリーコンピュータ版
ゲーム誌『ファミリーコンピュータMagazine』の読者投票による「ゲーム通信簿」での評価は別記の通り23.40点（満30点）となっている。また、同雑誌1991年5月10日号特別付録の「ファミコンロムカセット オールカタログ」では、「一貫したゲームシステムは完成度の高さの現れだろう」、「オプションの数やレーザーの長さ等、アーケード版と違いがあるが、雰囲気や操作感は忠実に移植されており、さらに『ワープ』や『隠れボーナス』等が追加されている」、「現在の横スクロールシューティングはこのシリーズを目標に作られたと言っても過言ではない。名作ゲームだ」と紹介されている。
因みにファミコン40周年「ファミコン国民投票」第22回「『裏技』といえば?」では本作が1位(得票率42.2%)を記録。
MSX版
MSX専門誌『MSXマガジン』1986年9月号の「MSX SOFTレビュー」では「メガロムの採用でオリジナルステージやエクストラステージが追加され、内容はファミコン版を上回っている。グラフィックも美しいが難易度も5つ星」として満点の「★★★★★」と評価した。
PCエンジン版
ゲーム誌『ファミコン通信』のクロスレビューでは合計27点（満40点）、『月刊PCエンジン』では95・90・80・95・85の平均89点（満100点）、『PC Engine FAN』の読者投票による「ゲーム通信簿」での評価は別記の通り22.74点（満30点）となっている。また、この得点はPCエンジン全ソフトの中で104位（485本中、1993年時点）となっている。同雑誌1993年10月号特別付録の「PCエンジンオールカタログ'93」では「ゲームセンターに足を運んだ人で知らない人はいないといわれるぐらい有名な横スクロールシューティング。移植のできがとにかくすばらしい」と紹介されている。

## 関連作品
- ディフェンダー
- スクランブル
- がんばれゴエモンシリーズ
  - がんばれゴエモン〜ゆき姫救出絵巻〜では、道中パートの店であるゲームセンターにて『グラディウス』の1面のみが遊べるようになっている。アーケード版をほぼ忠実に移植している。ゲームセンターの全収録ミニゲームで唯一本作オリジナルではない実在するコンピュータゲームでもある。
  - がんばれゴエモン〜宇宙海賊アコギング〜は、シリーズ10周年記念作品。『グラディウス』をパロディにしたミニゲームの一部として「カメディウス」がある。ゴエモンたちを乗せたカメが自機であり、龍宮城までの道のりを表している。
- 出撃!戦国革命 - 隠しステージでグラディウスステージとドラキュラステージがある。
- パワプロクンポケットシリーズ
  - パワポケ1サッカー部のミニゲームで、部員の出現パターンが初代『グラディウス』のSTAGE1空中戦での雑魚出現パターンと同じらしい。
  - パワプロクンポケット4とパワプロクンポケット5では『グラディウス』をモチーフにしたミニゲーム「弾出る飛行機ぴゅんぴゅんぴゅん」がある。
  - パワプロクンポケット11の裏サクセスの敵ビームボットなどはダッカーと似ている。
- BEMANIシリーズ
  - 『beatmania IIDX（10th style以降）』、『pop'n music（11以降）』、『Toy'sMarch（2以降）』の3作には本作のアレンジ版BBGMメドレー『GRADIUS -FULL SPEED-』が登場している。ただしToy'sでは曲名が「グラディウスメドレー」になり、曲も短縮されている。
  - スマートフォン版『jubeat plus』、『REFLEC BEAT plus』では、2015年5月15日より、有料追加配信の「コナミ伝説 music」パックシリーズを4種類全て購入した際の特典楽曲として「グラディウス メドレー」と「がんばれゴエモン!からくり道中 メドレー」が貰える。
  - 『beatmania IIDX（20 tricoro以降）』、『BeatStream（アニムトライヴ以降）』では同じく本作のアレンジ版BGMメドレー「GRADIUS 2012」が収録されている。どちらも本作のゲームプレイ映像を基にしたムービーだが、IIDXではHESによるCG映像も加えたVJ編集になっており、BSではQrispy Joyboxがファミコン版『グラディウス』を実際にプレーするというものになっている。BS版の映像は公式サイト上でも公開されている[56]。
- 脳開発研究所 クルクルラボ - 『グラディウス』のキャラクターを使用したミニゲーム「ザブ避け」「ザブ撃破」がある。これらはBGMも初代『グラディウス』の、空中戦→1面→ボス→ゲームオーバーのものが使用されている。
- 麻雀格闘倶楽部 - アーケード版ではコナミコマンドを入力することにより、BGMおよびSEを『グラディウス』のものに変更できる（MFC6・7・我龍転生では不可）。家庭用移植版では一定の条件をクリアすることにより、BGMおよびSEに加え、背景を『グラディウス』のものに変更できる。
- SILENT HILL THE ARCADE - ステージ内に時々現れる、UFOを全て破壊したときに隠しエンディングとしてグラディウスが登場する。
- 遊☆戯☆王オフィシャルカードゲーム - 「超時空戦闘機ビック・バイパー」や「巨大戦艦ビッグ・コア」など、『グラディウス』のキャラクターを用いたカードがいくつか作られている。
- ANUBIS ZONE OF THE ENDERS - 隠しミッションにて、本作をモチーフとした3Dシューティングゲーム「ゾラディウス (ZORADIUS)」がプレイできる。